# Blizikuće
Blizikuće (en serbe cyrillique : Близикуће) est un village du sud du Monténégro, dans la municipalité de Budva. Au recensement de 2003, il ne comptait plus aucun habitant.

## Démographie

### Évolution historique de la population
| 1948 | 1953 | 1961 | 1971 | 1981 | 1991 | 2003 |
| ---- | ---- | ---- | ---- | ---- | ---- | ---- |
| 44   | 29   | 28   | 33   | 17   | 17   | 0    |